# エレクトロウグリ
座標: 北緯55度43分 東経38度12分 / 北緯55.717度 東経38.200度

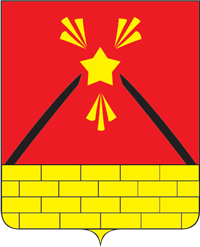
エレクトロウグリの市章

エレクトロウグリロシア語: Электроу́гли、ラテン文字表記の例: Elektrougli）は、ロシアのモスクワ州にある町。人口は1万7944人（2021年）。首都モスクワの東36キロメートル、ノギンスク市の南東18キロメートル。モスクワ=ニジニ・ノヴゴロド間の鉄道に沿う工業都市である。

## 歴史

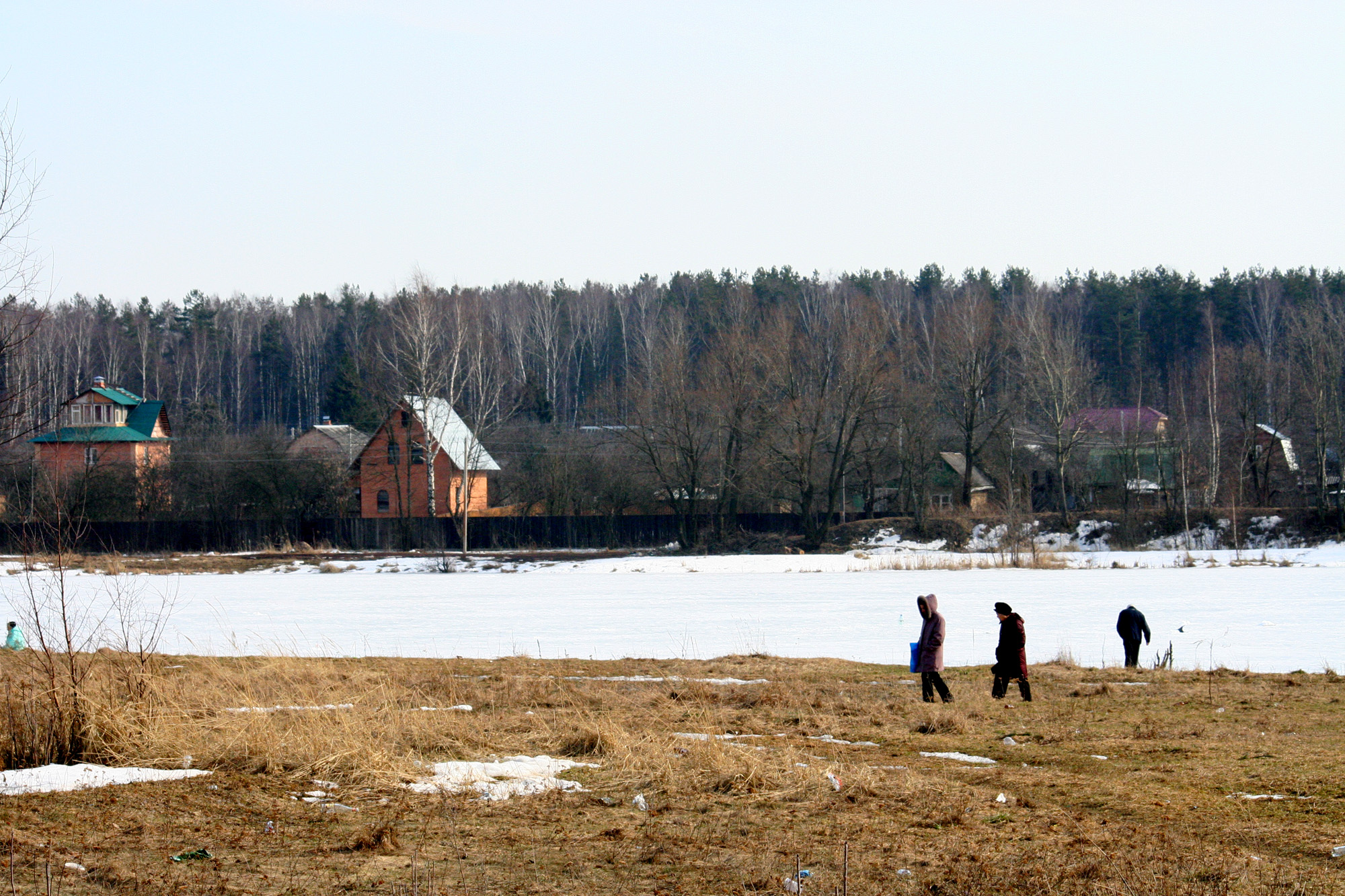
エレクトロウグリの湖

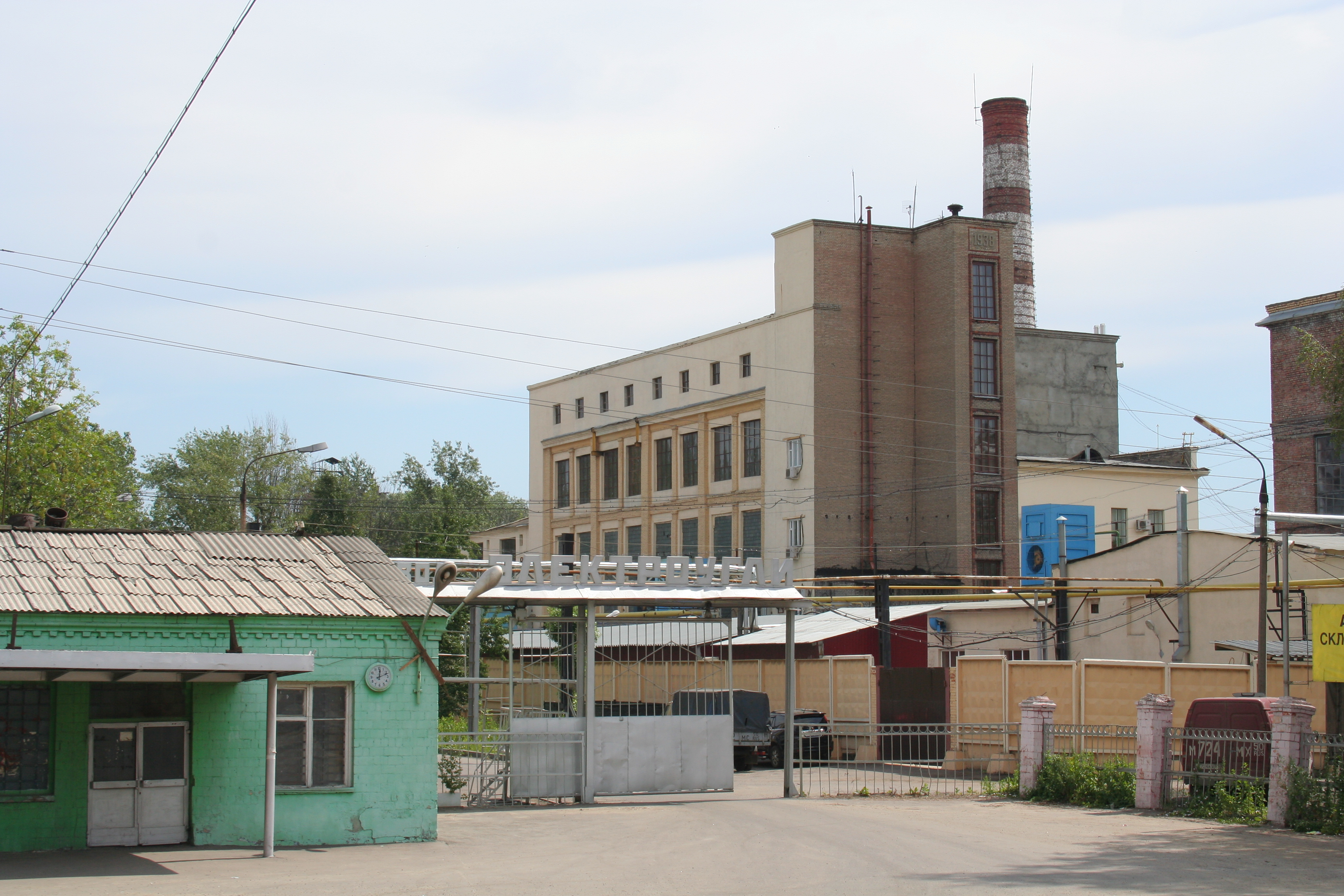
エレクトロウグリ工場

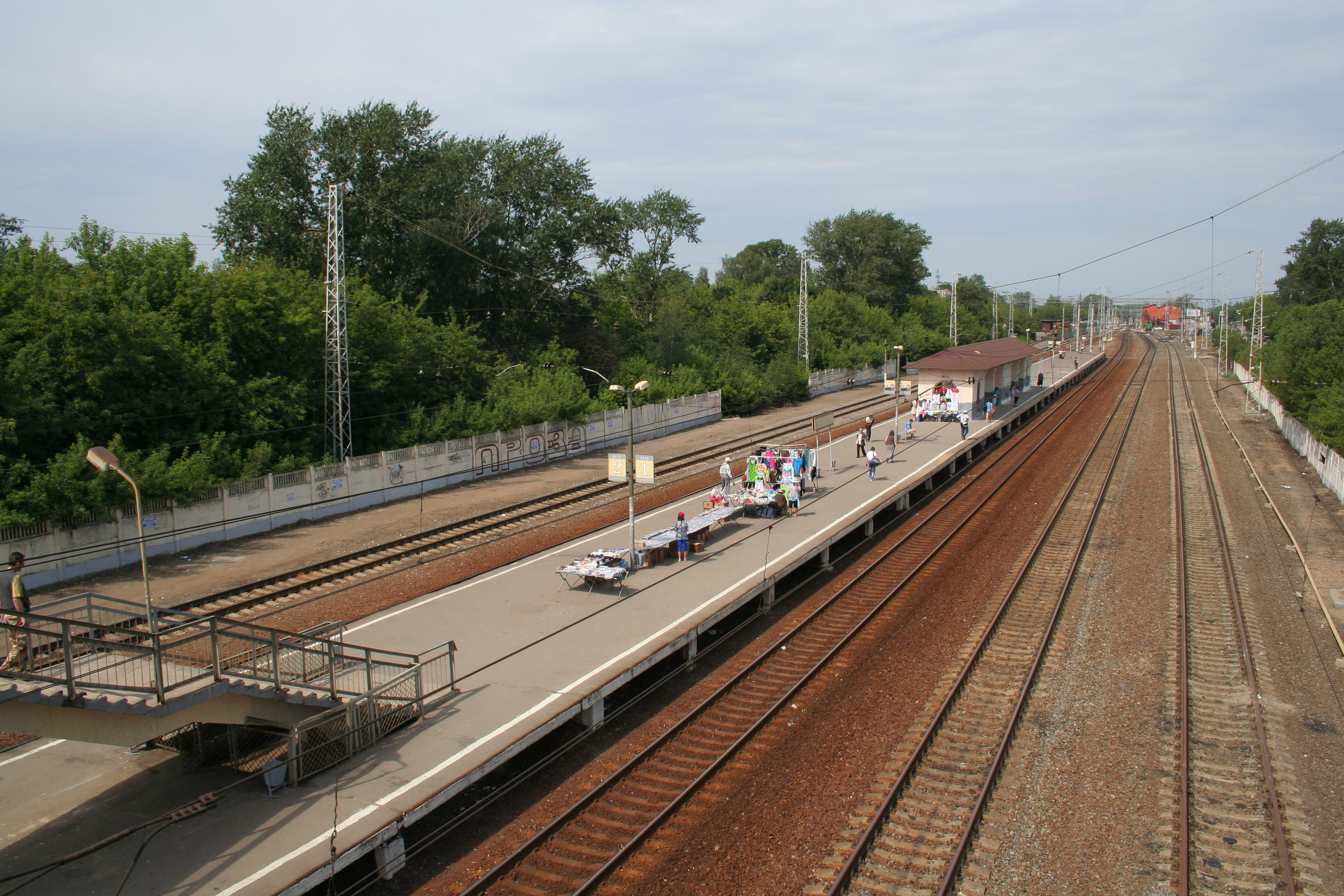
エレクトロウグリの駅

この地にはモスクワ=ニジニ・ノヴゴロド間の鉄道が走っており、その交通の便を見込んで1899年に電気機械工場が建っている。エレクトロウグリという現在の地名は、このエレクトロウグリ工場（電刷子、カーボンブラシの意味）に由来する。
1935年には都市型集落となり、1956年に市となった。2005年に周囲の村落を併合して規模を大きくしている。

## 産業と交通
市の主な雇用主は現在もエレクトロウグリ工場でありさまざまな電気関係の製品を製造している。その他の大きな工場にはケーブル工場やセラミック工場がある。エレクトロウグリには軍用の電気用カーボン製品の研究開発を行う研究所も立地しており、大陸間弾道ミサイルの開発も行っている。
エレクトロウグリには、モスクワからニジニ・ノヴゴロドを経てウファに向かうM7幹線道路が通る。またモスクワ＝ニジニ・ノヴゴロド間の幹線鉄道も通る。